# キーボード・マガジン
『キーボード・マガジン』とは、株式会社リットーミュージック（Rittor Music,Inc.）が刊行していた、鍵盤楽器一般を対象とする月刊誌である。創刊は1979年6月。リットーミュージックの創業誌である。2008年5月号を最後に、月刊誌から季刊誌化された。そして2020年4月号SPRINGをもって季刊誌としても終了し、不定期刊行のムックとなることが発表された。

## 概要
米国の『Keyboard』誌と編集提携をし創刊された。それまでの日本では、一般向けの鍵盤楽器雑誌はほとんどがクラシック・ピアノを対象としたもので、一部が電子オルガンを対象にしており、ポピュラー音楽情報誌はギターものが中心だった。それゆえに、欧米ポピュラーミュージック文化とその音楽理論をベースにした鍵盤楽器専門誌として誕生したキーボード・マガジンは画期的なものだった。創業の背景には、ピアノやオルガンがライブステージで重要な位置づけとなってきたことと、シンセサイザーが登場してきたことがきっかけとしてあったと『キーボード・マガジン』誌自身が1999年の20年周年企画で回顧している。誌面の方向性としては電気楽器の使用を前提とし、ピアノや電子オルガンの教育を受けている一般大衆を想定読者としてポピュラー音楽の演奏情報を提供するというところにあった。ポピュラー音楽の詳細な楽譜とその演奏方法の解説も詳細に記され、また、ジャズ／フュージョン分野の演奏家による理論についてのシリーズが掲載され当時としては一般には貴重な情報源であった。
創刊特集タイトルは「80年代はキーボードが主役だ！」、創刊号でのインタビュー記事は、リック・ウェイクマン、ヤン・ハマー、ミッキー吉野、尾崎亜美、本田竹広、徹底研究はキース・ジャレット、そのほかビリー・ジョエル、リチャード・ティー、スティーヴィー・ワンダーが取り上げられていた。
創刊された1979年は、日本においてテクノ／ニューウェーブが大きな話題となった時期だったが、これらの音楽が『キーボード・マガジン』での主要な位置づけとなるのは少しあとのことで、当初はマルチ・キーボードでキーボーディストが活躍するプログレッシブ・ロックやフュージョンといった音楽ジャンルが重要な位置づけにあった。特集されるミュージシャンも、リック・ウェイクマンやキース・エマーソンといったプログレッシブ・ロックのミュージシャンが多かった。フュージョンでは日本のミュージシャンも多く取り上げられた。ポピュラー・ミュージック演奏に必要な機材の理解と奏法の理解という技術的な面を解説するところに大きな特徴があり、向谷実、難波弘之、林　知行、篠田元一、笹路正徳といった現場の(当時は若手)ミュージシャンが連載をしていた。その後も第一線のミュージシャンが連載執筆するなど、実践的な内容に徹しており、超絶技巧の完全コピー譜なども随時掲載され、アマチュアだけではなくプロのミュージシャンにも愛読されていた。
1980年代は電子楽器の世界的な供給元としてローランド、コルグ、ヤマハなど日本のメーカーが活躍したことからMIDI仕様の紹介、MIDIによる音楽製作、さらにはパソコンを利用した音楽製作（DTMという言葉以前の）などについての記述も連載として早くから取り上げていた。1980～1990年代はシンセサイザーがめまぐるしく進歩した時期で機材レビューは同誌の人気記事のひとつだった。メーカーが日本にあることは世界的に見ても強みだった。
その後、90年代に差し掛かると、キーボードがワークステーション化したように『キーボード・マガジン』もピアノから電子音楽まで、さらには作曲、録音、ステージ演奏法まで幅広い情報を、実践レベルで取り上げるようになる。リズム隊の研究、ギターの打ち込み方（MIDI記録法）など、鍵盤楽器にとどまらず音楽製作のための総合的な情報提供をおこなっていた。ムーンライダースの岡田徹が用いていたこの「打ち込み」という語を、日本で初めて活字媒体にした誌である（96年6月号付録「Digital Music Room ～Computer & MIDI」13ページ　特別企画 キーボーディストのためのコンピューター＆MIDI）。
リットーミュージックは、1981年に音響録音系を専門的に取り上げた『サウンド&レコーディング・マガジン』を、2006年にはクラシック／ポピュラー・ピアノ専門誌『ピアノスタイル』を創刊するなど、よりターゲットを細分化した雑誌展開を行い、必然的に『キーボード・マガジン』の内容も変化を余儀なくされた。2003年頃にはトータルな音楽制作をテーマにした記事が少なからずあったが、2005年頃より再び創刊当初のようなプレイヤー指向の雑誌に回帰している。ただし、主にロックやポップス分野に興味のある読者が想定されており、創刊当初のようなジャズの楽曲分析が掲載されることは少なくなっている。休刊まで『Keyboard』誌との編集提携は続いており、海外アーティストの翻訳記事が掲載されるのも特徴の一つであった。
2024年現在、ムック及び既刊の一部がAmazonにおいて紙雑誌及び電子書籍で入手可能であるが、電子書籍版は著作権上の問題により付録の楽譜が収録されない。

## 主な連載記事
- 実践コード・ワーク（篠田元一）※後に書籍化され、現在は改訂版の『実践コード・ワークComplete 理論編』が刊行中
- キース・エマーソン自叙伝（～1991年5月号）※後に書籍化
- パーフェクトロックキーボード（増田隆宣、1986年6月号〜1987年8月号）
- モダン・アプローチ・トゥ・リズム＆ハーモニー（デイブ・スチュワート）
- THE ROCK ORGAN（潮崎裕己、1991年5月号～1991年10月号）
- NATURAL SONG WRITING（とみたゆう子、1991年10月号～）
- デスクトップ・ドラム・レッスン（白石公彦）
- FLEXIBLE ROCK KEYBOARD（佐藤剛）
- STM ARTISTS' FORUM'91（新井靖志、～1992年1月号）
- Active Mac（増田隆宣、1992年12月号〜1996年5月号）
- 谷村有美の「ちょっとマニアック」（谷村有美、2001年5月号～2002年6月号）

## 参照
- キーボード・マガジン 1999年7月号 P190 リーダーズフォーラム 表紙に見るKM20年!